# Mesovelia ujhelyii
Mesovelia ujhelyii är en insektsart som beskrevs av Olov Lundblad 1933.
Mesovelia ujhelyii ingår i släktet Mesovelia och familjen vattenspringare. Inga underarter finns listade i Catalogue of Life.